# E-sport
E-sport (eller esport, elektronisk sport) er en betegnelse, der refererer til udøvelse af computerspil på bredde- og konkurrenceplan. E-sport er udøvelse af spiltitler på computer, konsol eller mobil. Sporten finder sted via internettet eller over LAN. 
E-sport er på verdensplan, inde i en eksplosiv udvikling, og der findes adskillige websider, der har til formål at bringe nyheder om e-sport og som samtidigt fungerer som sociale fora for udøvere af e-sport. Der er de seneste år kommet flere skoler og efterskoler i Danmark med fokus på e-sport, der styrker børns indlæring, kreativitet og strategiske tænkning. Også e-sportsforeninger har oplevet stor fremgang i Danmark (ca. 200), ofte med fokus på det fysiske fællesskab i en digital verden, og et sundt liv i fysisk og mental balance.
En af e-sportens styrker er, at den kan udøves af alle herunder børn, unge, ældre, seniorer, fysisk og psykisk handicappede på tværs af alder og køn. Der kan konkurreres enten individuelt eller som hold.  
Fysisk sport, der dyrkes med IT som hjælpemidler, er ikke omfattet af definitionen på e-sport. Det kan f.eks. være e-cykling eller e-roning, eller spiltitler, der ikke alene udøves på computer-, konsol- eller mobilspil.
Flere danske e-sportsorganisationer arrangerer computerspilturneringer, også kendt som LAN-events. Her mødes deltagerne i eksempelvis haller eller konferencecentre, hvor de dyster mod hinanden i forskellige computerspil over et lokalnetværk. De dygtigste udøvere har mulighed for at vinde eksempelvis pengepræmier og hardware. I Danmark er BLAST Pro Series det største e-sportsarrangement.[kilde mangler] Skarpt efterfulgt af arrangementer som NPF og Copenhagen Games.
E-sporten har i de sidste par år udviklet sig meget, og turneringerne har vokset sig større, hvilket hænger tæt sammen med, at sponsorerne bliver stadig flere men også investerer stadig større beløb i diverse e-sportsprojekter.
I dag har man mulighed for at spil Oddset på de forskellige e-sporthold via Danske Spil. Danske Spil har desuden haft reklamer på TV 2/Lorry for e-sport. 
Selvom e-sport traditionelt er blevet betragtet som et sportsligt nicheområde, er omfanget vokset, både for lejlighedsvise og professionelle spillere. Erhvervsorganisationen Dansk Erhverv har eksempelvis gennemført en analyse der viser, at omkring hver tiende voksne mand (men meget få kvinder) kan finde på at se fx Youtube-klip og lignende fra e-sportsspil eller turneringer, eller selv at spille e-sportsspil.
E-sport er også på vej som en olympisk sportsgren. Blandt andet er e-sport på programmet for Asian games i 2022. Og det officielle e-sportsforbund i Danmark, Esport Danmark, i samarbejde med Det Internationale E-sportsforbund også gået ind i kampen om at få e-sport på listen over olympiske sportsgrene.

## E-sportsspil
| Top 10 e-sport fra 2020          | Præmiebeløb 2020 US-dollar | Gennemsnitlig seertal | Top seertal |
| -------------------------------- | -------------------------- | --------------------- | ----------- |
| NBA 2K                           | 1.400.000                  | 10.000                | 61.800      |
| Rocket League                    | 350.000                    | 30.000                | 206.000     |
| Rainbow Six Siege                | 3.000.000                  | 50.000                | 303.000     |
| Overwatch                        | 5.000.000                  | 30.000                | 1.100.000   |
| Call of Duty                     | 6.000.000                  | 50.000                | 189.000     |
| Hearthstone                      | 4.000.000                  | 100.000               | 328.000     |
| Dota 2                           | 35.000.000                 | 120.000               | 1.080.000   |
| Fortnite                         | 7.000.000                  | 200.000               | 2.300.000   |
| Counter-Strike: Global Offensive | 20.000.000                 | 200.000               | 1.200.000   |
| League of Legends                | 9.000.000                  | 250.000               | 3.900.000   |